# Variabele silene-uil
De variabele silene-uil (Hadena perplexa) is een nachtvlinder uit de familie van de uilen (Noctuidae). De wetenschappelijke naam van deze soort is voor het eerst geldig gepubliceerd als Noctua perplexa door Michael Denis en Ignaz Schiffermüller in 1775.

## Beschrijving
De voorvleugellengte bedraagt tussen de 13 en 15 millimeter. De grondkleur van de voorvleugels loopt uiteen van wittig tot bruin met een bontgeschakeerde en variabele tekening. Vaste kenmerken zijn een donkere rand rond de tapvlek en pijlpunten aan de binnenzijde van de binnenste dwarslijn.
De rups wordt 34 tot 38 millimeter lang en is geel tot bruin van kleur met brede lichtere banden in de lengterichting.

## Levenscyclus
De rups van de variabele silene-uil is te vinden van juni tot september. Als waardplant wordt silene gebruikt. De rups leeft aanvankelijk in de zaaddozen van de waardplant. De soort overwintert als pop. De vlinder kent één generatie die vliegt van halverwege mei tot en met augustus. 

## Voorkomen
De soort komt verspreid over het westelijk deel van het Palearctisch gebied voor. De variabele silene-uil is in Nederland en België een zeer zeldzame soort. 